# Vuurtoren van Admiralty Head
De Admiralty Head Light is een vuurtoren in Fort Casey op Whidbey Island, Washington.
Admiralty Head ligt aan de oostelijke oever van de Admiralty Inlet die de Straat van Juan de Fuca verbindt met de Puget Sound.
In 1858 kocht de Verenigde Staten een stuk land van 4 ha waarop de vuurtoren gebouwd zou worden. De eerste vuurtoren was enkele maanden voor de Amerikaanse Burgeroorlog gereed en was er dan ook een van de eerste navigatiehulpen. De zichtbaarheid van het licht bedroeg 16 zeemijlen.
In 1890 werd het licht gesloopt om plaats te maken voor een militair fort. Een vervangend licht werd in 1903 gebouwd en weer buiten dienst genomen in 1922. Het is nu een museum en open voor publiek.
Aan de andere oever van de Admiralty Inlet staat de vuurtoren van Point Wilson. Point Wilson ligt iets ten noorden van het centrum van de plaats Port Townsend.